# Йоган Ранґелл
Йоган Ранґелл (фін. Johan Wilhelm Rangell; 25 жовтня 1894, Гауго, Велике князівство Фінляндське — 12 березня 1982, Гельсінкі, Фінляндія) — державний і політичний діяч Фінляндії, 24-ий прем'єр-міністр Фінляндії, спортивний функціонер; член Національної прогресивної партії.

## Життєпис
24-ий прем'єр-міністр Фінляндії.
За освітою юрист, закінчив Імператорський Олександрівський університет, зробив кар'єру в Банку Фінляндії.
Брав активну участь в просуванні Гельсінкі як місця проведення літніх Олімпійських ігор 1940, після того, як Міжнародний олімпійський комітет скасував рішення про проведення Олімпіади 1940 в Токіо.
Після обрання Рісто Рюті президентом Фінляндії 19 грудня 1940, останній призначив Ранґелла прем'єр-міністром. Як прем'єр Ранґелл займався головним чином питаннями економіки. Зовнішньополітичні та військові питання вирішували президент Рісто Рюті, головнокомандувач Карл Маннергейм і міністр закордонних справ Рольф Віттінг.
У лютому 1946 на вимогу Москви засуджений на 6 років позбавлення волі за уявні «воєнні злочини». Амністований в 1949. Після звільнення політикою не займався.
З 1961 по 1963 працював у Олімпійському комітеті Фінляндії і до 1967 в Міжнародному Олімпійському комітеті.
Помер в Гельсінкі на початку 1982.